# ルーカス・オラサ
ルーカス・オラサ（Lucas Olaza, 1994年7月21日 - ）は、ウルグアイ・モンテビデオ出身のサッカー選手。レアル・バリャドリード所属。ポジションはDF。

## 経歴

### クラブ
2014年1月7日、アトレチコ・パラナエンセに期限付き移籍。
2018年8月1日、かつて所属したリーベル・プレートの最大のライバルであるボカ・ジュニアーズに移籍した。しかし出場機会に恵まれず、2019年1月31日にセルタ・デ・ビーゴへシーズン終了までの期限付き移籍。
2021年2月1日、レアル・バリャドリードに期限付き移籍。同年夏に完全移籍となった。

### 代表
2023年6月14日、ニカラグア代表との親善試合でA代表初出場。
2024年6月8日、コパ・アメリカ2024に出場するウルグアイ代表メンバーに選出された。